# Kosovo na Letních olympijských hrách 2020
Kosovo na Letních olympijských hrách 2020 reprezentovalo 11 sportovců v 6 sportech. Kosovo se dříve zúčastnilo letních olympijských her jednou, a to v roce 2016. K reprezentaci země bylo vybráno 11 sportovců, 5 mužů a 6 žen. 
Kosovo získalo 2 zlaté medaile, čímž vylepšilo svou bilanci z minulých her, kde získalo 1 zlatou medaili. Kosovo zůstává jedinou zemí, která v historii získala více než 2 medaile a všechny zlaté.

## Medailisté
| Medaile | Jméno               | Sport | Disciplína    | Datum        |
| ------- | ------------------- | ----- | ------------- | ------------ |
| Zlato   | Distria Krasniqiová | Judo  | Ženy do 48 kg | 24. července |
| Zlato   | Nora Gjakovaová     | Judo  | Ženy do 57 kg | 26. července |

## Účastníci
Počet účastníků v jednotlivých disciplínách
| Sport             | Muži | Ženy | Celkem |
| ----------------- | ---- | ---- | ------ |
| Atletika          | 1    | 0    | 1      |
| Box               | 0    | 1    | 1      |
| Judo              | 1    | 4    | 5      |
| Sportovní střelba | 1    | 0    | 1      |
| Plavání           | 1    | 1    | 2      |
| Zápas             | 1    | 0    | 1      |
| Celkem            | 5    | 6    | 11     |